# Alexteroon jynx
Espèce
Statut de conservation UICN

 CR B1ab(iii)+2ab(iii) : 
En danger critique
Alexteroon jynx est une espèce d'amphibiens de la famille des Hyperoliidae.

## Répartition
Cette espèce est endémique du Sud-Ouest du Cameroun. Elle se rencontre entre 800 et 1 050 m d'altitude sur le versant oriental des monts Rumpi,.

## Publication originale
- Amiet, 2000 : Les Alexteroon du Cameroun (Amphibia, Anura, Hyperoliidae). Alytes, vol. 17, no 3-4, p. 125-164.